# Гелена Кейн
Гелена Кейн (англ. Helena Cain) — персонаж воєнного науково-фантастичного телесеріалу Зоряний крейсер «Галактика» у виконанні Мішель Форбс.

## Біографія
У 9-річному віці Гелена стала свідком нападу на власну планету — колонію Таурон, під час якого загинули її батьки, брат, та
зникла сестра — у Першій цейлонській війні. Згодом вступила до лав Колоніального флоту досягши звання контр-адмірала. Під час знищення Дванадцяти колоній її крейсер «Пегас» перебував на верфі задля капітального ремонту, що і врятувало Кейн та екіпаж на початку навали. Відразу опісля цейлонського бліцкригу зорганізувала опір використовуючи партизанську тактику швидкого нападу та відступу, в той же час налагодила ефективну, беззаперечну, авторитарну систему керування «Пегасом» та вцілілими цивільними згідно вимог воєнного часу. Впроваджуючи нову систему адмірал зокрема особисто усуває свого першого заступника та віддає наказ розстріляти кількох цивільних котрі з міркувань власного егоїзму відмовляються працювати заради загальної справи.
Опісля зустрічі двох крейсерів адмірал Адама спочатку, згідно ієрархії, поступився загальним керівництвом Гелені, проте надалі, через вплив частини військових що зрадили Колонії схиляючись до співпраці з сайлонами, та, головним чином, президента цивільних Лаури Розлін відмовився виконувати накази Кейн. Будучи на межі відкритої війни поміж екіпажами вони домовляються відкласти свої розбірки до завершення спільної операції зі знищення ворожого лайнера Воскресіння сайлонів, в той же час потайки надіславши своїх асасинів (відповідно капітан Трейс та полковник Фіск) які мають за знаком усунути суперника.

## Загибель
Під час єдної з атак, котра виявилася пасткою супротивників, було викрито шпигуна — єдне з втілень людиноподібного сайлона N6, до котрого відповідно було застосовано засоби дізнання. Схибнутий галюцинаціями доктор Гай Балтар звільняє сайлона, котрого він ассоціює з реінкарнованою моделлю «Капріка», і той вбиває Кейн.